# Taavarivier
De Taavarivier (Zweeds: Taavajoki of Dáavajohka) is een rivier binnen de Zweedse gemeente Kiruna. De rivier ontstaat waar een aantal bergbeken waaronder de Kåntejåkka en de Kållujåkka samenstroomt. Ze stroomt naar het oosten weg en levert haar water af aan het Pulsujärvi.
Afwatering: Taavarivier → (Pulsujärvi) → Pulsurivier → Lainiorivier → Torne → Botnische Golf.